# Елец
Еле́ц — город (с 1146 года) в России, административный центр Елецкого района Липецкой области.
Является городом областного подчинения, в границах которого образовано муниципальное образование городской округ город Елец. Находится в 78 км к западу от Липецка. Расположен на берегах реки Быстрой Сосны при впадении в неё реки Ельчик. Город входит в перечень исторических городов России.
Население — ↘93 761. Это второй крупнейший город Липецкой области после Липецка.
В городе есть несколько пересыхающих ручьёв, в частности, Лучок, давший название одному из районов города, и Пажень.
8 октября 2007 года Ельцу присвоено звание «Город воинской славы».
В первое воскресенье сентября празднуется день города.

## Этимология
По оценке Е. М. Поспелова, название города происходит от русского диалектного елец — «дубовый или еловый лесок, заросль, роща». С этим согласен В. А. Никонов, приводя в пример сёла Ельцы и реку в Республике Коми.

## История

### Ранний железный век
Первые известные поселения в окрестностях и на территории современного Ельца возникли ещё в раннем железном веке. Они относятся к «городецкой» археологической культуре. Наиболее подробно эта тема освещена в трудах воронежского исследователя Ю. Д. Разуваева. Советский историк Б. А. Рыбаков видел в «городецкой» культуре предков современной мордвы и племя, названное в «Истории» Геродота «фессагетами». Археологические исследования показывают, что в том же раннем железном веке «городецкое» населений в округе Ельца подвергалось нападениям соседствовавших с ними на территории Воронежской области племен скифоидной культуры. На «городецких» городищах в окрестностях Ельца археологами отмечаются следы пожаров. В результате нападений скифов часть местных жителей мигрировала на территорию современной Мордовии, а незначительная их часть дожила до начала освоения славянами территорий бассейна Верхнего Дона в VIII—IX веках. Слово «елец» относится к названиям небольших рек в местах проживания носителей языков финно-угорской группы, к каковым относится и мордовский язык. «Донские» славяне ассимилировали местное население и восприняли некоторые его географические названия в данной местности. В IX—X веках «донские» славяне составляли основную часть населения в районах Ельца и Воронежа. Миграция в этот район древнерусских переселенцев из Чернигово-Северской земли началась в XI веке.

### Средние века

#### Старый Елец
Наиболее раннее упоминание города Ельца относится не к летописным записям, а к домонгольской церковной легенде. Согласно ей в 1060 году в период самостоятельного княжения в Чернигове Святослава Ярославича (сына великого князя Ярослава Владимировича Мудрого) в Ельце была обретена ранее неизвестная икона Елецкой Божией Матери. Вероятно, эту святыню привезли в Елец византийские миссионеры, учившие местное население христианству примерно с первой трети IX века. Образ после обретения был доставлен в Чернигов, где в его честь основали монастырь иконы Елецкой Божией Матери. По легенде в торжественной встрече образа в Чернигове принимал участие святой Антоний Печерский. Для черниговского князя Святослава Ярославича акт перенесения православной святыни в собственную столицу мог быть знаком утвеждения своей власти над населением Верхнего Дона. Примечательно, что по археологическим данным черниговское население начинает распространяться в елецкой округе именно с середины XI века.
Согласно местной городской традиции первое упоминание о городе Ельце в летописных источниках относится к 1146 году. Именно, в Никоновской летописи под 6653 годом от сотворения мира (то есть 1146 годом) упоминается, что через Елец проезжал Святослав Ольгович (в то время — князь белгородский). В действительности летописная статья Никоновского летописного свода охватывает события не одного года, а двух лет: 1146—1147 годов. Внимательное прочтение всей этой статьи показывает, что князь Святослав Ольгович мог попасть в Елец лишь в начале 1147 года. Однако сила традиции остается нерушимой уже на протяжении почти трехсот лет. Под 6654 годом (1147 год) в том же Никоновском летописном своде сообщается, что в Чернигов из Ельца прибыл Андрей Ростиславич, внук Ярослава Святославича Муромского. Историки Арсений Николаевич Насонов и Борис Михайлович Клосс, изучавшие запись под 6654 годом, считают её поздней вставкой составителя Никоновской летописи, аналогичная позиция отражена в БРЭ. Предполагается, что город Елец в XIII веке мог входить в состав Черниговского княжества, в конце XIV века был независимым государством, а с 1415 года стал зависим от Рязанского княжества.
В 1156 году (6664 от сотворения мира) по Никоновской летописи половцы пришли на Рязань и грабили по Быстрой Сосне. На обратном пути половцев догнала погоня. Половцев истребили, пленных отбили. Данная запись показывает места по реке Быстрая Сосна под властью рязанского князя.
В 1389 году елецкий князь Юрий Иванович по просьбе великого князя рязанского Олега Ивановича встретил посольство митрополита Пимена, направлявшееся в Константинополь, у места впадения реки Воронеж в Дон (в «Сказании о Мамаевом побоище» упомянут елецкий князь Фёдор, но достоверность этого упоминания сомнительна).
В 1395 году Елец (подобно таким золотоордынским городам, как Сарай, Булгар, Маджар) был разрушен отрядами Тимура (Тамерлана), а елецкий князь (имя в летописях не указывается) был пленён. Рядом с Вознесенским собором, с его северной стороны расположена часовня, которая по традиции, идущей с XIX века, считается памятником над братской могилой ельчан, погибших при нашествии Тимура. Часовня открыта и освящена в 1801 году.
В 1415 году елецкие земли были разорены татарами; елецкий князь был убит, а часть жителей бежала в Рязань.
На протяжении большей части XV—XVI веков город Елец не упоминается. В 1483 году рязанский князь Иван Васильевич по договору передал управление опустевшими елецкими землями московскому великому князю Ивану Васильевичу III Великому. С этих пор Елец и его округа прочно вошли в состав Российского единого государства.

#### Новый Елец
В конце 1591 года по указу царя Фёдора Ивановича под руководством воеводы Ивана Мясного начинается строительство новой крепости Елец. Строительство велось на незаселённой территории служилыми казаками, стрельцами и детьми боярскими, набранными и присланными сюда из Данкова, Епифани, Новосиля, Ливен, Черни, Тулы и других южнорусских городов.
Первоначально город был населён служилыми людьми, нёсшими воинскую службу. Вместе с городом возникает Елецкий уезд. В короткое царствование Лжедмитрия I Елец был превращён в военную базу для готовившегося похода на Крымское ханство. В 1606 году ельчане выступали против царя Василия Шуйского на стороне Ивана Болотникова. Город был осаждён царскими войсками, однако Истома Пашков разбил их в битве при Ельце.
Во время польско-литовского похода 1618 года город был сожжён и разграблен запорожскими казаками гетмана Сагайдачного. Кроме городской казны, имущества горожан и церковной утвари, казаки захватили в городе царское посольство Степана Хрущёва, которое везло в Крым дары хану: меховую казну на 10 000 рублей и 9000 рублей серебром. Согласно доступным документам начала XVII века, Хрущёв перед падением крепости уничтожил опись казны и спрятал от казаков всё серебро, за что подвергался пыткам, но тайну клада так и не выдал.
В XVII—XVIII веках Елецкий уезд активно заселялся. Большинство населения уезда составляли потомки служилых людей, называвшиеся сначала «детьми боярскими городовыми», а затем «помещиками-однодворцами». Меньшую часть населения составляли казаки и крепостные крестьяне.

### Новое время
После того, как Пётр I своим указом от 18 (29) декабря 1708 года разделил Россию на 8 губерний, Елец был приписан к Азовской губернии (переименованной 22 апреля (3 мая) 1725 года в Воронежскую). Новый указ императора от 29 мая (9 июня) 1719 года ввёл деление губерний на провинции, и Елец стал центром Елецкой провинции Воронежской губернии (эта провинция включала города Ефремов, Ливны, Данков, Лебедянь, Чернавск). По указу Екатерины II от 5 (16) сентября 1778 года было образовано Орловское наместничество (в 1796 году преобразованное в Орловскую губернию), а Елец стал уездным городом — центром Елецкого уезда этого наместничества.
Основой экономики города становится торговля хлебом. Страшным бичом города в XVIII веке были пожары. После этого город отстраивался по новому генеральному плану, вместо концентрической планировки вокруг крепости создаётся новая — прямоугольная, а сама крепость исчезает.
В 1874 году строится участок Узловая — Елец Сызрано-Вяземской железной дороги. В Ельце появляется одноимённая станция и вагонное депо. До настоящего времени сохранилось здание железнодорожного вокзала, депо и несколько казарм для служащих дороги. В 1918 году линия упразднена и расшита. На месте путей станции Елец в советское время устроены гаражи и склады.
В 1888 году в Ельце построен первый в России элеватор.
27 октября (9 ноября) 1917 года в Ельце на общегородском митинге, проходившем на Сенной площади (ныне пл. Революции), была провозглашена советская власть. 11 (24) ноября 1917 года в городе был создан Военно-революционный комитет (ВРК), взявший на себя властные полномочия, а 30 декабря 1917 (12 января 1918) года 1-й съезд советов рабочих, солдатских и крестьянских депутатов, состоявшийся в Ельце, одобрил действия ВРК и принял всю власть в городе и уезде на себя[неавторитетный источник?].

### Новейшее время
- 1919, 31 августа — Елец взят конницей 4-го Донского корпуса генерал-лейтенанта К. К. Мамонтова, которая в городе, впрочем, не задержалась[20].
- 1919, 09-12 (22-25 октября) — бои под Ельцом марковских и алексеевских частей генерала А. И. Деникина с обороняющими город красными.
- 1920 — Михаил Михайлович Пришвин навсегда покидает Елец.
- 1922 — новое название табачной фабрики: Елецкая махорочная фабрика имени Пятого Красного Октября.
- 1923, 15 сентября — создана елецкая пионерская организация.
- 1925, 24 января — Галичья гора объявлена государственным заповедником и передана в ведение Елецкого краеведческого музея.
- 1928, 30 июля — Елецкий уезд упразднён. Елец стал центром новообразованного Елецкого района в составе Центрально-Чернозёмной области, а также Елецкого округа этой области[18]. Одновременно город Елец был отнесён к категории городов окружного подчинения Елецкого округа Центрально-Чернозёмной области.
- 1928 — в храме Святых князей Михаила Тверского и Александра Невского (Великокняжеская церковь) создан Антирелигиозный музей.
- 1928 — открыта первая городская поликлиника со специализированными кабинетами.
- 1928 — появился городской радиоузел.
- 1929—1931 — строительство и начало работы кожевенного завода им. Ленина и известкового завода им. Кирова.
- 1930, 23 июля — упразднение Елецкого округа[18].
- 1930, 20 августа — преобразование Ельца в город областного подчинения.
- 1931 — установлен памятник И. В. Сталину.
- 1933 — железная дорога Москва — Донбасс прошла через Елец.
- 1933 — открыт Каракумский автомобильный мост через реку Сосну.
- 1934, 13 июня — разукрупнение Центрально-Чернозёмной области; Елец вместе с районом вошёл в состав новообразованной Воронежской области[18].
- 1934 — введено всеобщее обязательное начальное обучение.
- 1934 — Галичья гора передана Воронежскому государственному университету.
- 1935 — численность Ельца достигла 55 тыс. жителей.
- 1935 — в центре построена площадь и установлен памятник В. И. Ленину.
- 1936 — первая очередь завода «Прожекторные угли».
- 1937 — начало строительства элементного завода.
- 1937, 27 сентября — Елец вместе с районом передан в состав новообразованной Орловской области[18].
- 1937 — на международной выставке в Париже елецкие кружевницы отмечены дипломом и большой Золотой медалью.
- 1941, 3 декабря — выход немецко-фашистских войск на окраины Ельца. После двухдневных уличных боёв советские войска оставили город[21].
- 1941, 9 декабря — освобождение Ельца частями 13-й армии в ходе Елецкой наступательной операции правого крыла Юго-Западного фронта маршала С. К. Тимошенко[21]. Во время оккупации Орла немецко-фашистскими войсками Елец исполнял функции областного центра.

- 1954, 6 января — Елец вместе с районом передан в состав новообразованной Липецкой области[18].
- 1970 — начато строительство железобетонного моста через Сосну.
- 1972 — построен кинотеатр «Россия» (сегодня — кинотеатр «Луч»).
- 1975 — открыт ДК завода «Эльта».
- 1977 — новый мост через реку Сосну построен. Каракумский мост становится пешеходным.

Главная площадь Ельца — площадь Ленина. Создана по проекту В. Х. Соломина, Г. М. Александрова и А. А. Шашина. В 1988 году на ней установлен новый (третий) памятник В. И. Ленину (ск. Г. М. Александров, арх. В. Х. Соломин).
- В 1995 году в сквере с фонтаном на улице Свердлова установлен памятник Ивану Алексеевичу Бунину (арх. А. В. Новосельцев).
- Памятник в ознаменование 850-летия Ельца. Установлен в 1996 году к 850-летней годовщине основания города Ельца. Выполнен по проекту архитектора А. А. Шашина, скульптор Н. А. Кравченко.
- 15 августа 2008 года в Ельце открыт памятник уроженцу города композитору Тихону Николаевичу Хренникову. Он был выполнен скульптором А. М. Таратыновым. Частью памятника стал бюст работы Льва Ефимовича Кербеля, который долгие годы находился в кабинете композитора[22].
- 12 сентября 2008 года в Ельце открыт памятник художнику Николаю Николаевичу Жукову.
- 26 августа 2011 года открыт восточный обход Ельца автодорогой М-4 «Дон» протяжённостью 56 км.
- В 2022 году в Ельце открыт маслоэкстракционный завод компании Черкизово.

### Исторические названия улиц
С приходом к власти большевиков в Ельце была переименована большая часть дореволюционных названий улиц.
| Дореволюционные названия   | Современные (советские) названия |
| -------------------------- | -------------------------------- |
| Александровская улица      | Степана Разина                   |
| Архангельская улица        | Свердлова                        |
| Большая Дворянская улица   | Комсомольская                    |
| Землянская улица           | Мешкова                          |
| Малая Дворянская улица     | Стадионная                       |
| Малая Рождественская улица | Ярославского                     |
| Миллионная улица           | Труда                            |
| Мясницкая улица            | Лермонтова                       |
| Монастырская улица         | Демьяна Бедного                  |
| Орловская улица            | Коммунаров                       |
| Покровская улица           | 9-го Декабря                     |
| Разночинская улица         | Песковатская                     |
| Рождественская улица       | Горького                         |
| Соборная улица             | Октябрьская                      |
| Старолипецкая улица        | Парижской Коммуны                |
| Старомосковская улица      | Маяковского                      |
| Старооскольская улица      | Пушкина                          |
| Староцерковная улица       | Колхозная                        |
| Торговая улица             | Мира                             |
| Успенская улица            | Советская                        |
| Хлебная площадь            | пл. Ленина                       |
| Воронежская площадь        | Сквер Пушкина                    |
| Манежная улица             | Ленина                           |
| Сенная площадь             | пл. Революции                    |
| Глухая улица               | Александра Матросова             |
| Сергиевская улица          | Пионеров                         |
| Грязная улица              | Пушкарская                       |

## Гербы Ельца
Действующий герб города Ельца утверждён 28 сентября 2004 года. 
- Герб (1781)
- Герб (1967)

## География и геология
Географическое положение
Елец расположен в лесостепной чернозёмной зоне Среднерусской возвышенности, на берегу реки Быстрая Сосна. Город возведён на холме; характер высот в разных районах города очень сильно отличается по своему профилю, перепады достигают 70—150 метров. Высота центра города (левобережный район) составляет 220 метров над уровнем моря, а высота Засосенской части города (правобережный район) — 140 метров. Город протянулся с севера на юг на 9,5 км, с запада на восток — на 12 км.
| С-З | Калуга ~ 308 км Тула ~ 253 км Смоленск ~ 592 км Санкт-Петербург ~ 1135 км | Москва ~ 398 км Владимир ~ 520 км Ефремов ~ 66 км           | Саранск ~ 617 км Нижний Новгород ~ 689 км Казань ~ 1048 км | С-В |
| З   | Орёл ~ 213 км Брянск ~ 342 км Гомель ~ 623 км Минск ~ 867 км              | Роза ветров                                                 | Липецк ~ 87 км Тамбов ~ 224 км Саратов ~ 633 км            | В   |
| Ю-З | Курск ~ 267 км Белгород ~ 400 км Старый Оскол ~ 240 км                    | Воронеж ~ 117 км Ростов-на-Дону ~ 674 км Краснодар ~ 944 км | Саратов ~ 633 км Волгоград ~ 708 км Астрахань ~ 1144 км    | Ю-В |

Часовой пояс
Елец, как и вся Липецкая область, находится в часовой зоне МСК (московское время). Смещение применяемого времени относительно UTC составляет +3:00.
Геологическое строение
В городе и его близлежащих окрестностях на глубине от 5 до 10 м находятся мощные залежи известняка; из-за эрозии и вымывания известняка грунтовыми водами окрестность пронизана карстовыми воронками и пещерами.

### Климат
Климат Ельца — умеренный, по общим признакам относится к умеренно континентальному. Температура воздуха зависит от сезонного переноса воздушных масс — преимущественно с запада на восток во все времена года. Зимой нередко случаются кратковременные 7—10-дневные вторжения арктического воздуха с падением температуры до −27°С … −32°С ночью; также крайне часто случаются в зимние месяцы вторжения субтропических воздушных потоков с юга континента, Адриатического и Эгейского морей и повышением температур до +5°С … +10°С. Климатическое лето в городе длится в среднем 116 дней в году. Летом влияние западного переноса воздушных масс оказывает на город освежающее воздействие, из-за чего лето отмечается как умеренно тёплое со средней температурой +25°С … +27°С, но и нередки длительные засухи с жарой до +37°С … +41°С.
Солнце в городе светит около 2000 часов в году, что составляет примерно 136 ясных дней в году.
Климатическая зима в городе длится в среднем 117 дней в году. Зима в городе умеренно-снежная, с высотой снежного покрова в среднем 15—25 см, в малоснежные зимы выпадает 10—15 см снега. Зима начинается в конце ноября и продолжается до конца февраля. Весна в городе мягкая и в отдельные годы нередко наступает уже с середины февраля, но также могут случаться снежные явления в конце апреля — начале мая. Лето тёплое, иногда умеренно дождливое с частыми грозовыми явлениями, в отдельные годы — засушливое, наступает в середине мая и длится до середины сентября. Осень в городе мягкая и дождливая, а иногда сухая и очень тёплая. Осень длится с середины сентября до конца ноября, а в отдельные годы даже продолжается вплоть до января.
Осадков в городе в год выпадает в среднем 550—600 мм. Годовая повторяемость осадков случается преимущественно в виде дождя. Влажность воздуха колеблется от 61 до 86 %. Самый сухой месяц в году — май, самый влажный — ноябрь.
Годовой ветровой режим в городе соответствует западному переносу воздушных масс с морей Европы в глубь континента. Наибольшая повторяемость в году Южных, Юго-Западных и Западных ветров с сентября по июнь и Северных и Северо-Восточных с июня по сентябрь.
| Показатель                    | Янв.  | Фев.  | Март  | Апр.  | Май  | Июнь | Июль | Авг. | Сен. | Окт.  | Нояб. | Дек. | Год   |
| ----------------------------- | ----- | ----- | ----- | ----- | ---- | ---- | ---- | ---- | ---- | ----- | ----- | ---- | ----- |
| Абсолютный максимум, °C       | 7,3   | 9,3   | 19,9  | 29    | 36,1 | 37,8 | 38,7 | 41,1 | 34,8 | 25    | 18,1  | 11,2 | 41,1  |
| Средний суточный максимум, °C | −3,8  | −3,1  | 2,9   | 13,8  | 21,4 | 24,6 | 26,7 | 25,8 | 19,2 | 10,9  | 2,4   | −2,3 | 11,5  |
| Средняя температура, °C       | −6,6  | −6,4  | −1,2  | 7,8   | 14,9 | 18,4 | 20,5 | 19,0 | 13,2 | 6,7   | −0,3  | −4,8 | 6,8   |
| Средний суточный минимум, °C  | −9,2  | −9,3  | −4,4  | 2,9   | 9,0  | 12,8 | 14,8 | 13,2 | 8,5  | 3,4   | −2,5  | −7,3 | 2,7   |
| Абсолютный минимум, °C        | −36,6 | −37,8 | −32,2 | −16,1 | −3,8 | 0    | 2,3  | 1,8  | −6,1 | −12,8 | −25,9 | −35  | −37,8 |
| Норма осадков, мм             | 43    | 38    | 32    | 36    | 47   | 62   | 68   | 55   | 45   | 53    | 38    | 39   | 557   |
| Температура воды, °C          | 3,0   | 3,2   | 4,8   | 9,8   | 16,9 | 21,4 | 24,5 | 23,4 | 20,1 | 9,6   | 5,9   | 3,9  | 12,2  |
| Источник: Погода и Климат     |       |       |       |       |      |      |      |      |      |       |       |      |       |

## Население
| 1825     | 1833     | 1840     | 1847     | 1856     | 1863     | 1867     | 1870     | 1885     | 1897     | 1910     |
| -------- | -------- | -------- | -------- | -------- | -------- | -------- | -------- | -------- | -------- | -------- |
| 12 385   | ↗16 484  | ↗25 880  | ↗26 095  | ↘23 188  | ↗26 505  | ↗30 182  | ↗30 540  | ↗39 302  | ↗46 956  | ↗56 074  |
| 1913     | 1917     | 1920     | 1923     | 1926     | 1931     | 1939     | 1959     | 1967     | 1970     | 1973     |
| ↘52 100  | ↘51 841  | ↘42 235  | ↘39 398  | ↗43 239  | ↘42 600  | ↗50 891  | ↗77 900  | ↗96 000  | ↗100 735 | ↗107 000 |
| 1975     | 1976     | 1979     | 1982     | 1985     | 1986     | 1987     | 1989     | 1990     | 1991     | 1992     |
| ↗109 000 | →109 000 | ↗111 773 | ↗113 000 | ↗116 000 | ↗117 000 | ↗119 000 | ↗120 261 | ↘120 000 | ↗121 000 | →121 000 |
| 1993     | 1994     | 1995     | 1996     | 1997     | 1998     | 1999     | 2000     | 2001     | 2002     | 2003     |
| ↘120 000 | ↘119 000 | ↘118 000 | ↘117 000 | ↗122 000 | ↘120 000 | ↗120 300 | ↘119 400 | ↘117 900 | ↘116 726 | ↘116 700 |
| 2004     | 2005     | 2006     | 2007     | 2008     | 2009     | 2010     | 2011     | 2012     | 2013     | 2014     |
| ↘115 500 | ↘114 500 | ↘113 400 | ↘112 700 | ↘112 200 | ↘111 213 | ↘108 404 | ↘108 267 | ↘107 711 | ↘106 978 | ↘106 377 |
| 2015     | 2016     | 2017     | 2018     | 2019     | 2020     | 2021     | 2025     |          |          |          |
| ↘105 989 | ↘105 384 | ↘105 016 | ↘104 349 | ↘103 179 | ↘102 313 | ↘99 875  | ↘93 761  |          |          |          |

На 1 января 2025 года по численности населения город находился на 180-м месте из 1124 городов Российской Федерации. Численность населения на 1 января 2024 года составила по официальным данным этих источников 94 902 человека.
Национальный состав
По итогам переписи населения 2020 года проживали следующие национальности (национальности менее 0,1 % и другое, см. в сноске к строке «Другие»):
| Национальность | Численность, чел. | Доля     |
| -------------- | ----------------- | -------- |
| Русские        | 92 552            | 92,67 %  |
| Украинцы       | 240               | 0,24 %   |
| Армяне         | 183               | 0,18 %   |
| Азербайджанцы  | 115               | 0,12 %   |
| Другие         | 6785              | 6,79 %   |
| Итого          | 99 875            | 100,00 % |

## Микрорайоны Ельца
В Ельце несколько микрорайонов (многие — бывшие населённые пункты): Засосна, Александровка (Бугор), Ольшанец, Лучок, посёлок ТЭЦ, Электрик, Аргамач, Ламская слобода, Новые Дома, Эльта, Строитель, 7-й микрорайон, Центр, Чёрная слобода, Лавы, Затон, Хлебная база (Поселок Дальний), посёлок Мирный, посёлок Тихий, Каменья, Слепуха, Горняк, Ямская слобода и другие.

## Экономика

### Промышленность
- горнодобывающая отрасль (добыча известняка на четырёх карьерах);
- машиностроение («Елецгидроагрегат» — гидроцилиндры для сельскохозяйственного машиностроения, «Гидропривод» —гидрораспределители на комбайны и трактора, гидроусилители руля, насосы для шлифовальных станков, насосная техника);
- строительство;
- химическая отрасль («Энергия» — химические источники тока, «Прожекторные угли» — угольные электроды);
- лёгкая промышленность («Елецкие кружева» — традиционный местный промысел, пользующийся всемирной известностью; предприятия малого бизнеса);
- пищевая промышленность (Елецкий сахарный завод построен в 1965 году, завод восстановленного табака «Дж. Т. И. Елец», предприятия малого бизнеса);
- железнодорожная электроника и автоматика, дроссель-трансформаторы, системы сигнализации и связи (Елецкий электромеханический завод, филиал ЭЛТЕЗА).

### Транспорт
Крупный железнодорожный узел (железная дорога с 1868 года); Елецкий регион Юго-Восточной железной дороги с 1946 года. Елецкий узел включает станции Елец, Улусарка и Извалы. Направления на Орёл, Грязи, Москву, Валуйки и Лев Толстой.
Автомобильные дороги федерального значения: M4 Москва — Елец — Новороссийск и Р119Орёл — Елец — Тамбов
Внутри города действует 22 автобусных маршрута.

## Образование
В Ельце более 25 школ среднего и дополнительного образования (в том числе школы искусств, спортивные школы, муниципальное специальное (коррекционное) образовательное учреждение для обучающихся, воспитанников с отклонениями в развитии — специальная (коррекционная) общеобразовательная школа VIII вида).
Восемь учреждений начального и среднего профессионального образования, в том числе:
1. Елецкий филиал МИИТ (бывший ж/д техникум, одно из старейших учебных заведений Ельца, основан в 1869 году);
2. Елецкий промышленно-экономический техникум (бывший машиностроительный техникум, ранее ПТУ № 2);
3. Елецкий государственный колледж искусств имени Тихона Хренникова;
4. Елецкий медицинский колледж;
5. Железнодорожное медицинское училище (Филиал МИИТа);
6. Елецкий железнодорожный техникум эксплуатации и сервиса (бывшее ПТУ № 1);
7. Елецкий колледж экономики, промышленности и отраслевых технологий, в настоящее время объединен с Елецким промышленно-экономическим техникумом. Учебный корпус № 3. Ранее был ПТУ № 25.
8. Елецкий колледж индустриальных технологий (объединённые училища № 30 и № 13);

В Ельце работает старейший вуз Липецкой области — Елецкий государственный университет имени И. А. Бунина. Основан в 1939 году как педагогический институт, а в 2000 году получил статус классического университета. В 2011/2012 учебном году — 18 факультетов.
Действуют филиалы крупных негосударственных вузов: Елецкий филиал Российского нового университета — РосНоУ (очная, заочная формы обучения), Елецкий филиал РГОТУПС (РОАТ МИИТ) (очная, заочная формы обучения), Елецкий филиал ИММиФ (заочная форма обучения).

## Культура
В городе находится 226 памятников истории и культуры, из них 90 регионального и федерального значения. До трети этих памятников уничтожены, заменены новыми строениями (например, снесённые железной дорогой на ст. Елец-Товарная железнодорожные пакгаузы 1894 года постройки) или обшиты сайдингом, перестроены. Тем не менее считается, что главную ценность в Ельце представляют не столько отдельные памятники, сколько архитектурно-планировочная структура города в целом. В центральной части города современные названия улиц дублируются историческими названиями (благодаря настойчивости елецкого краеведа Заусайлова В. А.).
Сфера культуры Ельца объединяет 29 учреждений культуры, в том числе драматический театр «Бенефис», 3 клубных учреждения культуры (МУК «Городской дворец культуры», МУК «ИКЦ „Прожектор“», МУК «Дом культуры железнодорожников»). Централизованная библиотечная система включает 13 филиалов. Работает 13 клубов по интересам. Работает также, МБУК «Городской краеведческий музей» (с 1918 года) имеет 5 филиалов: художественный отдел, дом-музей Н. Н. Жукова, дом-музей И. А. Бунина, дом-музей Т. Н. Хренникова, ряд прочих учреждений культуры.
В городе функционирует Центр Елецкой рояльной гармоники им. А. И. Матюхина, который возраждает местный промысел по изготовлению рояльной гармони. Здесь проводятся творческие встречи, мастер-классы, интерактивные программы и экскурсии с посещением мастерской по реконструкции и изготовлению елецкой рояльной гармоники.

## Туризм
В Ельце ежегодно проводятся мероприятия туристской направленности:
- Межрегиональный событийный туристский фестиваль «Русская закваска» (конец мая).
- Международный музыкальный фестиваль имени Т. Н. Хренникова (11-13 июня).
- Ландшафтная опера «Легенда о граде Ельце» (начало июня). Опера посвящена историческим событиям 1395 года — нашествию Тамерлана на Русь. Опера поставлена под открытым небом на фоне естественных декораций и на месте реальных исторических событий конца XIV века.
- Межрегиональный фестиваль «Художник фест» (конец июня).
- Межрегиональный фестиваль исторической реконструкции «Елецкий набат» (июль). Фестиваль посвящен героической обороне Ельца в 1618 году. В естественных декорациях проходит реконструкция осады и сражения воинов елецкого гарнизона с отрядами гетмана Сагайдачного.
- Межрегиональный событийный туристский фестиваль «Антоновские яблоки» (конец сентября).
- Фестиваль «В гостях у Нежинских гусар» (октябрь). Фестиваль посвящен полковому празднику 52-го драгунского Нежинского полка.
- Фестиваль военно-исторической реконструкции «Битва за Елец» (начало декабря). Участники фестиваля реконструируют событие исторической важности: успешную наступательную операцию войск Юго-Западного фронта с 6 по 16 декабря 1941 года, которая вошла в историю Великой Отечественной войны под названием «Елецкая».
- Фестиваль народного творчества «Играй, гармонь Елецкая!» имени А. И. Матюхина (начало сентября).
- Международный молодёжный фестиваль военно-исторической реконструкции, посвящённый раннему средневековью периода IX—XI веков «Русборг».

## Спорт
Елец является родиной одного из первых русских олимпийцев — Александра Петровича Петрова, серебряного призёра IV летних Олимпийских игр по борьбе, проходивших в 1908 году в Лондоне.
Елец имеет свой футбольный одноимённый клуб, который известен выигрышем со счётом 1:0 у московского ЦСКА в первом матче 1/16 Кубка России 2003—2004 14 октября 2003 года.
Город Елец имеет следующую спортивную базу:
- 2 стадиона — «Труд» (9 тыс. мест) и «Локомотив» (3,5 тыс. мест) и 1 искусственное футбольное поле (ФОК «Виктория»)
- 42 спортивных зала (на предприятиях города, в учебных заведениях)
- 65 плоскостных спортивных площадок
- 9 хоккейных коробок
- 2 плавательных бассейна
- 1 конный клуб

В городе работают спортивные школы:
- «Спартак» (отделения борьбы дзюдо и гиревого спорта);
- № 1 (отделения лёгкой атлетики, бокс, баскетбол, шахматы);
- футбольный клуб «Елец»;
- «Локомотив» (отделения борьбы дзюдо и самбо);
- Лыжная база.

## Телевидение
| Частота / Мультиплекс Стандарт ЦТ                   | Каналы | Кодировка | Условный доступ     |
| --------------------------------------------------- | --- | --------- | ------------------- |
| DVB-T2 РТРС-1 (первый мультиплекс) ТВК-57 (762 МГц) | 1. Первый канал 2. Россия 1 / ГТРК Липецк 3. Матч ТВ 4. НТВ 5. Пятый канал 6. Россия К 7. Россия 24 / ГТРК Липецк 8. Карусель 9. ОТР / Липецкое Время 24 10. ТВЦ | MPEG-4    | В свободном доступе |
| DVB-T2 РТРС-2 (второй мультиплекс) ТВК-56 (754 МГц) | 1. РЕН-ТВ 2. СПАС 3. СТС 4. Домашний 5. ТВ-3 6. Пятница 7. Звезда 8. МИР 9. ТНТ 10. Муз-ТВ                                                                       | MPEG-4    | В свободном доступе |

## Радиостанции
| Частота | Название станции           | RDS |
| ------- | -------------------------- | --- |
| 89,3    | Первое Сетевое             | V   |
| 89,7    | Радио Ваня                 | V   |
| 92,2    | Радио России / ГТРК Липецк |     |
| 99,6    | Вести FM                   |     |
| 101,2   | Радио Маяк                 |     |
| 101,7   | Маруся FM                  |     |
| 102,4   | Топ Радио FM               |     |
| 103,6   | Авторадио                  | V   |
| 104,1   | Европа Плюс                |     |
| 105,4   | Русское радио              |     |
| 105,8   | (Молчит) Радио Шансон      |     |
| 106,7   | Ретро FM                   |     |
| 107,3   | (Молчит) Love Radio        |     |
| 107,7   | Юмор FM                    |     |

## Интернет
| Провайдер                         | Технология                | Скорость интернет                                                           | IP-TV   | Телефония |
| --------------------------------- | ------------------------- | --------------------------------------------------------------------------- | ------- | --------- |
| ПАО «Ростелеком»                  | ADSL VDSL FTTx WI-FI GPON | 1 — 5 Мбит/с 5 — 30 Мбит/с 20 — 100 Мбит/с 10 — 30 Мбит/с 100 — 1000 Мбит/с | - + - + | + - +     |
| ТТК (ЗАО «Компания ТрансТелеКом») | FTTx                      | 20 — 100 Мбит/с                                                             | + -     | -         |
| WiFi48                            | WI-FI                     | 1 — 10 Мбит/с                                                               | -       | -         |
| Зелёная Точка                     | FTTx                      | 10 — 100 Мбит/с                                                             | +       | +         |
| eLink                             | FTTx GEPON                | 2 — 100 Мбит/с 30 — 100 Мбит/с                                              | +       | -         |
| МедиаСеть                         | WI-FI                     | 1-15 Мбит/с                                                                 |         | +         |
| Yota                              | 2G EDGE 3G HSPA 4G LTE    | 64 — 384 Кбит/с 0,5 — 15 Мбит/с 15 — 25 Мбит/с                              | -       | -         |

## Мобильная связь и интернет
МТС, Билайн, Мегафон, T2, Yota.

## Достопримечательности
Культурные памятники
- Городской драматический театр «Бенефис»;
- Елецкий городской краеведческий музей;
- Художественный отдел МБУК «Городской краеведческий музей»;
- Мемориальный дом-музей И. А. Бунина[77];
- Дом-музей Н. Н. Жукова[78];
- Дом-музей Т. Н. Хренникова[79];
- Музей народных промыслов и ремёсел;
- Бюст генералу М. А. Милорадовичу

Церковная архитектура

- Вознесенский собор (построен в 1889 году по проекту известного архитектора К. А. Тона);
- Успенская церковь;
- Храм Михаила Архангела;
- Храм Воскресения Господня — «Старый собор» (разрушен в 1931 году);
- Храм Успения Пресвятой Богородицы;
- Храм Введения во Храм Пресвятой Богородицы;
- Храм святого Георгия Победоносца (вероятно, погиб в огне пожара 1769 года);
- Храм Покрова Пресвятой Богородицы;
- Храм святых князей Бориса и Глеба (упразднён в XVIII веке);
- Храм Святой Параскевы Пятницы (стал приделом Преображенской церкви);
- Храм Преображения Господня (1761—1771);
- Храм святителя Николая Чудотворца в «городе» — 1680-е годы (заменён Вознесенской церковью);
- Храм святителя Николая Чудотворца в Аргамачьей слободе (заменён церковью Рождества Богородицы);
- Храм Рождества Пресвятой Богородицы;
- Храм святого Сергия Радонежского (вероятно, сгорел в пожаре в конце XVII века);
- Храм Владимирской иконы Божией Матери;
- Храм святых Космы и Дамиана (заменён церковью во имя св. Иоанна Предтечи);
- Храм Усекновения главы Иоанна Предтечи (взорван 2 июля 1969 года);
- Храм святого Димитрия Солунского (разобран около 1843 года в связи со строительством Троицкой церкви);
- Храм Святой Троицы (взорван в июле 1969 года, восстановлен в 2010 году);
- Храм Рождества Христова — Спасовский;
- Храм Сретения Господня (взорван 29 июля 1969 года);
- Храм Иверской иконы Божией Матери (разобран в 1966 году);
- Храм Елецкой иконы Божией Матери;
- Храм святых князей Михаила Тверского и Александра Невского — Великокняжеский;
- Храм Покрова Пресвятой Богородицы Нежинского полка (снесён в начале 1930-х гг.);
- Храм Вознесения Господня в Ольшанце;
- Храм святителя Тихона Задонского (разобран, устроен прогулочный двор для заключённых);
- Храм святителя Иоанна Златоуста (разобран в Советское время, восстановлен);
- Храм Святой Троицы при женском приюте (снесён во второй половине 1920-х гг.);
- Храм святого благоверного князя Александра Невского (разобран, на его месте актовый зал Елецкого техникума железнодорожного транспорта);
- Храм святителя Николая Чудотворца при детском приюте (разобран, помещение используется в учебных целях профессиональным училищем № 13);
- Храм Феодоровской иконы Божией Матери (разобран, находился в здании гимназии Павловского (МОУ СОШ № 15));
- Храм Казанской иконы Божией Матери;
- Храм Воскресения Христова (разобран в 1930-е гг.);
- Троицкий мужской монастырь;
- Троицкий собор (взорван в 1965 году);
- Тихвинский храм (взорван в 1969 году);
- Знаменский женский монастырь;
- Знаменский собор (разрушен в 1937 году);
- Часовня над братской могилой ельчан, погибших в борьбе с полчищами Тамерлана в 1395 году (рядом с Вознесенским собором);
- Римско-католический костёл (перестроен в двухэтажный жилой дом);
- Немецкая лютеранская кирха (находится на территории пивзавода; ранее в ней размещался пивбар «Ладья», ныне магазин стройматериалов)[80].
- Еврейская синагога (перестроена в баню, обрушилась 27 апреля 1969 года).

## Почётные жители
- Жуков, Николай Николаевич[74] (1908—1973)
- Кротевич, Вячеслав Людвигович (1908—1943)
- Кузовлев, Валерий Петрович (1947—)
- Огарков, Николай Васильевич (1917—1994)
- Хренников, Тихон Николаевич (1972 год)
- Черокманов, Филипп Михайлович (1972 год)
- Пашков, Анатолий Игнатьевич (1974 год)

## Города-побратимы
- Борисов, Белоруссия
- Аматриче, Италия[81][82][83]

## Примечание
1. ↑  База данных показателей муниципальных образований. Город Елец. Дата обращения: 17 ноября 2016. Архивировано 7 марта 2016 года.
2. ↑  Высота над уровнем моря: минимальная — 108 м — урез воды в Быстрой Сосне у Ольшанского карьера; максимальная на поверхности земли — 201 м у въездного знака со стороны Москвы на автодороге «Дон»; максимальная на зданиях — на вершине трубы недостроенной котельной в 7-м микрорайоне; высота в историческом центре города — около 140 м; для метеорологических целей высота города принимается равной 170 м.
3. 1 2 3  Численность постоянного населения Российской Федерации по муниципальным образованиям на 1 января 2025 года — М.: Росстат, 2025.
4. 1 2  СССР. Административно-территориальное деление союзных республик на 1 января 1980 года / В. А. Дударев, Н. А. Евсеева. — М.: Известия, 1980. — С. 165. — 702 с.
5. ↑  Об административно-территориальном устройстве Липецкой области и порядке его изменения (с изменениями на 23 июля 2018 года), Закон Липецкой области от 28 апреля 2010 года №382-ОЗ. docs.cntd.ru. Дата обращения: 25 октября 2018. Архивировано 26 ноября 2019 года.
6. ↑  Администрация городского округа город Елец. Устав городского округа город Елец. Администрация городского округа город Елец. Дата обращения: 25 октября 2018. Архивировано 29 июня 2018 года.
7. ↑  Согласно уставу города наименование муниципального образования: городской округ город Елец Липецкой области Российской Федерации.
8. ↑  Администрация городского округа город Елец. Устав городского округа город Елец (Глава II, Статья 7, пункт 4). Администрация городского округа город Елец. Дата обращения: 25 октября 2018. Архивировано 29 июня 2018 года.
9. ↑  Поспелов, 2008, с. 150.
10. ↑  Никонов, 1966, с. 137.
11. ↑  Войтович Л. В. Ольговичі. Чернігівські і Сіверські князі // Князівські династії Східної Європи (кінець IX — початок XVI ст.): склад, суспільна і політична роль. Історико-генеалогічне дослідження (укр.). — Львів: Інститут українознавства ім. І. Крип’якевича, 2000. — 649 с. — ISBN 966-02-1683-1.
12. ↑  Войтович Л. В. Святославичі. Чернігівські, Муромські і Рязанські князі // Князівські династії Східної Європи (кінець IX — початок XVI ст.): склад, суспільна і політична роль. Історико-генеалогічне дослідження (укр.). — Львів: Інститут українознавства ім. І. Крип’якевича, 2000. — 649 с. — ISBN 966-02-1683-1.
13. ↑  Насонов А. Н. «Русская земля» и образование территории Древнерусского государства. — М.: Академия наук СССР, 1951. — С. 207—214.
14. ↑  Клосс Б. М. Никоновский свод и русские летописи XVI—XVII веков. — М.: Наука, 1980. — С. 101, 132.
15. ↑  Насонов А. Н. «Русская земля» и образование территории Древнерусского государства. — М.: Академия наук СССР, 1951. — С. 210.
16. ↑  Елец, уездный город Орловской губернии. — Энциклопедический словарь Брокгауза и Ефрона: в 86 т.. — СПб., 1890—1907. — Т. 82 (и 4 доп.).
17. ↑  Рощупкин А. Ю. Елецкая крепость на южных рубежах Московского государства в конце XVI — первой половине XVII в. // Военно-исторический журнал. — 2015. — № 10. — С. 65-68.
18. 1 2 3 4 5 6  Государственный архив Орловской области. Справка административно-территориального деления Архивная копия от 4 марта 2012 на Wayback Machine
19. ↑  Гостиница «Елец»** - Летопись города Ельца XX-XXI вв. Летопись города Ельца  Липецкой области XX век. www.intourist-elets.ru. Дата обращения: 25 октября 2018. Архивировано 25 октября 2018 года.
20. ↑  Гражданская война и военная интервенция в СССР / С. С. Хромов. — 2-е изд.. — М.: Советская энциклопедия, 1987. — С. 346—347. — 720 с.
21. 1 2  Великая Отечественная война 1941—1945 / М. М. Козлов. — М.: Советская энциклопедия, 1985. — С. 258. — 832 с.
22. ↑  В Ельце установят памятник Тихону Хренникову. Липецкие новости. 13 августа 2008.{{cite news}}:  Википедия:Обслуживание CS1 (url-status) (ссылка)
23. ↑  Полный список улиц г. Ельца. Дата обращения: 20 октября 2020. Архивировано 21 октября 2020 года.
24. ↑  Расчёт расстояний между городами по федеральным трассам. "АвтоТрансИнфо. Дата обращения: 11 сентября 2011. Архивировано 31 марта 2016 года.
25. ↑  Федеральный закон от 03.06.2011 № 107-ФЗ «Об исчислении времени», статья 5 (3 июня 2011).
26. ↑  Статистическое изображение городов и посадов Российской империи по 1825 год. Сост. Из офиц. Сведений по руководством директора Департамента полиции исполнительной Штера. Спб., 1829
27. ↑  Обозрение состояния городов российской империи в 1833 году / Изд. при министерстве внутренних дел. — Спб., 1834
28. ↑  Статистические таблицы о состоянии городов Российской империи. Сост. в Стат. отд. Совета МВД. — Спб., 1840
29. ↑  Статистические таблицы о состоянии городов Российской империи [по 1 мая 1847 года]. Сост. в Стат. отд. Совета МВД. Спб., 1852
30. 1 2 3 4 5 6  Народная энциклопедия «Мой город». Елец
31. ↑  Статистический временник Российской империи. Серия 1. Вып. 1. Спб., 1866
32. ↑  Статистический временник Российской империи. Серия 2. Вып. 1. — Спб., 1871, с. 176
33. ↑  Статистический временник Российской империи. Серия 2. Вып. 10. Спб., 1875, с. 96
34. ↑  Статистика Российской империи. 1: Сборник сведений по России за 1884—1885 гг. Спб., 1887, с. 18
35. 1 2  Российский статистический ежегодник, 2011 год
36. ↑  Города России в 1910 г. — Спб., 1914
37. ↑  Всесоюзная перепись населения 1939 года. Численность городского населения СССР по городским поселениям и внутригородским районам
38. ↑  Всесоюзная перепись населения 1959 года. Численность городского населения РСФСР, её территориальных единиц, городских поселений и городски — Демоскоп Weekly.
39. ↑  Всесоюзная перепись населения 1970 года Численность городского населения РСФСР, ее территориальных единиц, городских поселений и городских — Демоскоп Weekly.
40. ↑  Российский статистический ежегодник, 1998 год
41. 1 2 3 4 5 6  Российский статистический ежегодник. 1994
42. ↑  Всесоюзная перепись населения 1979 года Численность городского населения РСФСР, ее территориальных единиц, городских поселений и городских — Демоскоп Weekly.
43. ↑  Народное хозяйство СССР 1922-1982 (Юбилейный статистический ежегодник)
44. 1 2 3 4 5  Российский статистический ежегодник. 2001
45. ↑  Народное хозяйство СССР за 70 лет — М.: ЦСУ РСФСР. — 766 с.
46. ↑  Всесоюзная перепись населения 1989 г. Численность городского населения РСФСР, ее территориальных единиц, городских поселений и городских ра
47. ↑  Российский статистический ежегодник.2002 : Стат.сб. / Госкомстат России. – М. : Госкомстат России, 2002. – 690 с. – На рус. яз. – ISBN 5-89476-123-9 : 539.00.
48. ↑  Российский статистический ежегодник. 1997 год
49. ↑  Российский статистический ежегодник. 1999 год
50. ↑  Российский статистический ежегодник. 2000 год
51. ↑  Всероссийская перепись населения 2002 года. Численность населения субъектов Российской Федерации, районов, городских поселений, сельских н
52. ↑  Российский статистический ежегодник. 2004 год
53. ↑  Российский статистический ежегодник, 2005 год
54. ↑  Российский статистический ежегодник, 2006 год
55. ↑  Российский статистический ежегодник, 2007 год
56. ↑  Российский статистический ежегодник, 2008 год
57. ↑  Численность постоянного населения Российской Федерации по городам, посёлкам городского типа и районам на 1 января 2009 года
58. ↑  Всероссийская перепись населения 2010 года. Численность и размещение населения Липецкой области
59. ↑  Липецкая область. Оценка численности постоянного населения на 1 января 2009-2016 годов
60. ↑  Численность населения Российской Федерации по муниципальным образованиям. Таблица 35. Оценка численности постоянного населения на 1 январ
61. ↑  Численность населения Российской Федерации по муниципальным образованиям на 1 января 2013 года. Таблица 33. Численность населения городских округов, муниципальных районов, городских и сельских поселений, городских населённых пунктов, сельских населённых пунктов — Росстат, 2013. — 528 с.
62. ↑  Таблица 33. Численность населения Российской Федерации по муниципальным образованиям на 1 января 2014 года
63. ↑  Численность населения Российской Федерации по муниципальным образованиям на 1 января 2015 года
64. ↑  Численность населения Российской Федерации по муниципальным образованиям на 1 января 2016 года — 2018.
65. ↑  Численность населения Российской Федерации по муниципальным образованиям на 1 января 2017 года — М.: Росстат, 2017.
66. ↑  Численность населения Российской Федерации по муниципальным образованиям на 1 января 2018 года — М.: Росстат, 2018.
67. ↑  Численность населения Российской Федерации по муниципальным образованиям на 1 января 2019 года
68. ↑  Численность населения Российской Федерации по муниципальным образованиям на 1 января 2020 года
69. ↑  Итоги Всероссийской переписи населения 2020 года (по состоянию на 1 октября 2021 года)
70. ↑  с учётом городов Крыма
71. ↑  Численность населения Российской Федерации по муниципальным образованиям на 1 января 2025 года
72. ↑  Итоги Всероссийской переписи населения 2020 года. Том 5. Национальный состав и владение языками. Таблица 1. Национальный состав населения по городским округам и муниципальным районам Липецкой области. Дата обращения: 21 октября 2023. Архивировано 29 октября 2023 года.
73. ↑  Абазины (1), Абхазы (5), Аварцы (20), Башкиры (7), Белорусы (56), Болгары (3), Британцы (1), Буряты (1), Гагаузы (1), Грузины (29), Даргинцы (12), Езиды (19), Ингуши (3), Кабардинцы (2), Казахи (27), Калмыки (1), Карачаевцы (1), Карелы (1), Киргизы (5), Китайцы (1), Коми (4), Коми-пермяки (1), Корейцы (14), Крымские татары (1), Кумыки (9), Лакцы (2), Латыши (2), Лезгины (12), Литовцы (1), Молдаване (15), Немцы (20), Осетины (16), Поляки (3), Казаки (3), Рутульцы (2), Саамы (1), Сербы (2), Табасараны (2), Таджики (92), Татары (46), Турки (3), Туркмены (10), Удмурты (1), Узбеки (46), Финны (2), Цахуры (5), Цыгане (41), Черкесы (2), Чеченцы (20), Чуваши (5), Эстонцы (1), Указавшие другие ответы о национальной принадлежности (209), Нет национальной принадлежности (212), Лица, в переписных листах которых национальная принадлежность не указана (5771)
74. 1 2  Дом-музей Н.Н. Жукова | официальный сайт. zhukov.eletsmuseum.ru. Дата обращения: 25 октября 2018. Архивировано 25 октября 2018 года.
75. ↑  Музейная сеть города Ельца. Официальный сайт Администрации городского округа город Елец. Дата обращения: 10 мая 2022. Архивировано 15 августа 2020 года.
76. ↑  Медиасеть - Липецкий Интернет провайдер. www.lan48.ru. Дата обращения: 19 апреля 2016. Архивировано 28 апреля 2016 года.
77. ↑  Литературно-мемориальный музей И. А. Бунина в Ельце. Дата обращения: 7 декабря 2018. Архивировано 18 октября 2018 года.
78. ↑  Дом-музей Н. Н. Жукова. Дата обращения: 18 сентября 2012. Архивировано 30 мая 2013 года.
79. ↑  Дом-музей Т. Н. Хренникова. Дата обращения: 7 декабря 2018. Архивировано 20 января 2022 года.
80. ↑  Известный блогер Илья Варламов возмутился перестройкой немецкой кирхи в Ельце. gorod48.ru. 15 июля 2018. Архивировано 28 декабря 2019. Дата обращения: 25 октября 2018.
81. ↑  У Ельца появился город-побратим Архивная копия от 15 мая 2021 на Wayback Machine bezformata
82. ↑  Елец и итальянский Аматриче стали городами-побратимыми Архивная копия от 9 апреля 2017 на Wayback Machine gorod48.ru
83. ↑  Итальянский Аматриче и российский Елец стали городами-побратимами Архивная копия от 15 мая 2021 на Wayback Machine most.tv